# 柱头 (建筑)
柱头（英語：/），為建築術語，来自拉丁语的caput（头部），是柱子或者壁柱最顶端的部分。它在柱子本身与柱子上端承重的部分之间起到了缓冲的作用，能够增大柱子的承重面积，保护柱子的边缘。柱头既可以是凸出形状的，比如多立克柱；也可以是凹陷下去的，比如科林斯柱的inverted bell；抑或是像爱奥尼柱那样卷出来；这是柱头的最基本的三种形式。

## 先古典柱頭

### 埃及
埃及式柱頭的最主要三種型式為蓮花形、莎草形和棕櫚形，還有前多立克式、哈托爾式以及許多變種。

#### 前多立克式
前多立克式因形似希臘多立克柱式，被認為是其先驅而得名。

#### 哈托爾式
哈托爾式因緣於祭祀哈托爾的丹德拉神殿而得名，柱頭有哈托爾的頭飾。

### 波斯
波斯柱頭為常見的雙牛頭形狀。

## 古典柱頭

### 羅馬
羅馬五柱式為希臘三柱式加上塔司干柱式和混合柱式

### 印度
印度受到希臘化時代影響，吸納了希臘的柱頭型態。

## 其他

### 臺灣
臺灣受到清朝晚期開港通商及日治時期影響，寺廟建築中的龍柱大量出現模仿古典柱頭的作品，被稱為「白菜頭」。多模仿科林斯柱式或式混和式，也有棕櫚葉形狀。

## 外部連結
- Types of capitals used in Medieval Art and Architecture （页面存档备份，存于）